# 클레어 두 브레이
클레어 두 브레이(Claire Du Brey, 1892년 8월 31일 ~ 1993년 8월 1일)는 미국의 배우, 영화배우이다.

## 영화
- 핫 로드 갱 (1958년)
- 열정의 랩소디 (1956년)
- 비장의 술수 (1951년)
- 미스터 뮤직 (1950년)
- 애보트와 코스텔로 3 (1949년) - 미시즈 그림스비 역
- 카르멘의 사랑 (1948년)
- 더 베스트 이어스 오브 아워 리브스 (1946년)
- 크로크 앤 대거 (1946년)
- 스타 인 더 나잇 (1945년)
- 송 투 리멤버 (1945년)
- 다고타 (1945년)
- 천국은 기다려준다 (1943년)
- 나우 보이저 (1942년)
- 버지니아 시티 (1940년)
- 파랑새 (1940년)
- 앤디 하디 미츠 드뷰탄트 (1940년)
- 브릭햄 영 (1940년)
- 모퉁이 가게 (1940년)
- 스워니 리버 (1939년)
- 네버 세이 다이 (1939년)
- 쓰리 스마트 걸 그로우 업 (1939년)
- 무법자 제시 제임스 (1939년)
- 리틀 미스 브로드웨이 (1938년)
- 댓 서튼 에이지 (1938년)
- 마리 앙투아네트 (1938년)
- 라모나 (1936년)
- 비바 빌라! (1934년)
- 제인 에어 (1934년)
- 나이트 플라이트 (1933년)
- 노라 모란의 원죄 (1933년)
- 씨 호크 (1924년)